# Салимов, Мухамет Каримович
Мухамет Каримович Салимов (14 февраля 1925 года — 4 декабря 2000 года) — бригадир плотников строительно-монтажного поезда № 826 треста «Уфимтрансстрой». Герой Социалистического Труда. Участник Великой Отечественной войны.

## Биография
Мухамет Каримович Салимов родился 14 февраля 1925 г. в с. Зильдярово Миякинского района БАССР.
Образование — неполное среднее.
В 1941—1945 гг. участвовал в Великой Отечественной войне. Трудовую деятельность начал после демобилизации из рядов Красной Армии в 1947 г. рабочим Уральского завода тяжелого машиностроения в Свердловске. В 1948—1949 гг. — забойщик шахты «Комсомолец» треста «Ленинуголь» Кемеровской области, в 1950—1951 гг. — плотник Саткинского механизированного лесопункта, в 1951—1955 гг. — плотник Синячихинского лестрансхоза Свердловской области.
С 1955 г. М. К. Салимов работал бригадиром плотников строительно-монтажного поезда № 826 треста «Уфимтрансстрой». Его бригада, широко используя средства малой механизации и применяя передовые методы труда, систематически выполняла установленные задания по плотничным и столярным работам на 110—115 процентов при среднем показателе по тресту 105—107 процентов.
Успешно были освоены и внедрены сборка крупноразмерных элементов крыш жилых домов, операционно-расчлененный метод при остеклении оконных и дверных блоков. Годовой экономический эффект от внедрения этих методов работы составил 2,7 тысячи рублей.
Бригада задание семилетнего плана (1959—1965) выполнила досрочно — за 6 лет 4 месяца, ввела в эксплуатацию более 35 тысяч квадратных метров жилой площади и пять объектов сельского хозяйства, сэкономила лесоматериалов и гвоздей на сумму 5,1 тысячи рублей. Бригаде одной из первых в тресте было присвоено звание «Бригада коммунистического труда».
В совершенстве владел специальностями плотника и столяра. Опытный наставник М. К. Салимов делился мастерством с молодыми и обучил за семилетие своей профессии 18 человек, так под его руководством повысили квалификацию 82 молодых плотника, пятеро из них стали бригадирами.
Только за два года бригадой было предложено и внедрено 6 рационализаторских предложений с годовым экономическим эффектом 2,4 тысячи рублей, в том числе устройство для сплачивания досок при настилке полов, шприц для нанесения замазки при производстве стекольных работ.
За высокие производственные показатели в выполнении заданий семилетнего плана, экономию строительных материалов, досрочный ввод объектов в эксплуатацию и внедрение прогрессивных методов труда Указом Президиума Верховного Совета СССР от 28 июля 1966 г. М. К. Салимову присвоено звание Героя Социалистического Труда.
До ухода на пенсию в 1985 г. работал мастером строительно-монтажного поезда № 826 треста «Уфимтрансстрой»
Салимов Мухамет Каримович умер 4 декабря 2000 года.

## Награды
- Герой Социалистического Труда (1966);
- Награждён орденами Ленина (1966), Отечественной войны II степени (1985), Красной Звезды (1944), медалями.